# Antonella Stasi
Antonella Giovanna Stasi (ur. 26 października 1966 w Crotone) – włoska samorządowiec, przedsiębiorca i architekt, w 2014 p.o. prezydenta Kalabrii.

## Życiorys
Ukończyła studia z architektury na Uniwersytecie w Neapolu, następnie od 1992 pracowała w tym zawodzie. Od 1997 prowadziła wraz z mężem własne przedsiębiorstwo, przekształcone następnie w holding z branży dentystycznej zatrudniający około 160 pracowników. Od 2006 kierowała parkiem technologicznym w Crotone, wchodziła też w skład organizacji medycznych. W latach 2007–2012 była prezesem oddziału zrzeszenia pracodawców Confindustria w Crotone.
Należała do Ludu Wolności i następnie Nowej Centroprawicy. W 2010 została asesorem we władzach regionu Kalabria w randze wiceprezydenta (odpowiedzialnego za kontakty instytucjonalne). Po rezygnacji Giuseppe Scopellitiego od 29 kwietnia do 9 grudnia 2014 tymczasowo zajmowała stanowisko prezydenta Kalabrii. Jej następcą został Mario Oliverio.

## Życie prywatne
Zawarła związek małżeński z Massimo Marellim (zm. 2018), z którym ma dwoje dzieci.